# Баньоль-де-л'Орн-Норманді
Баньоль-де-л'Орн-Норманді (фр. Bagnoles de l'Orne Normandie) — муніципалітет у Франції, у регіоні Нижня Нормандія, департамент Орн. Баньоль-де-л'Орн-Норманді утворено 1 січня 2016 року шляхом злиття муніципалітетів Баньоль-де-л'Орн i Сен-Мішель-дез-Анден. Адміністративним центром муніципалітету є Баньоль-де-л'Орн. Населення — 2704 особи (01.01.2021).